# Stará Červená Voda
Stará Červená Voda település Csehországban, a Jeseníki járásban. Stará Červená Voda Velká Kraš, Vidnava, Vápenná, Velké Kunětice, Česká Ves, Černá Voda és Supíkovice településekkel határos. Lakosainak száma 601 fő (2024. január 1.).

## Népesség
A település lakosságának változását az alábbi diagram mutatja:
| Lakosok száma | 2235 | 2328 | 1992 | 958  | 723  | 654  | 633  | 624  | 595  | 601  |
|               | 1869 | 1890 | 1921 | 1950 | 1980 | 2001 | 2017 | 2019 | 2022 | 2024 |